# Переулок Тараса Шевченко

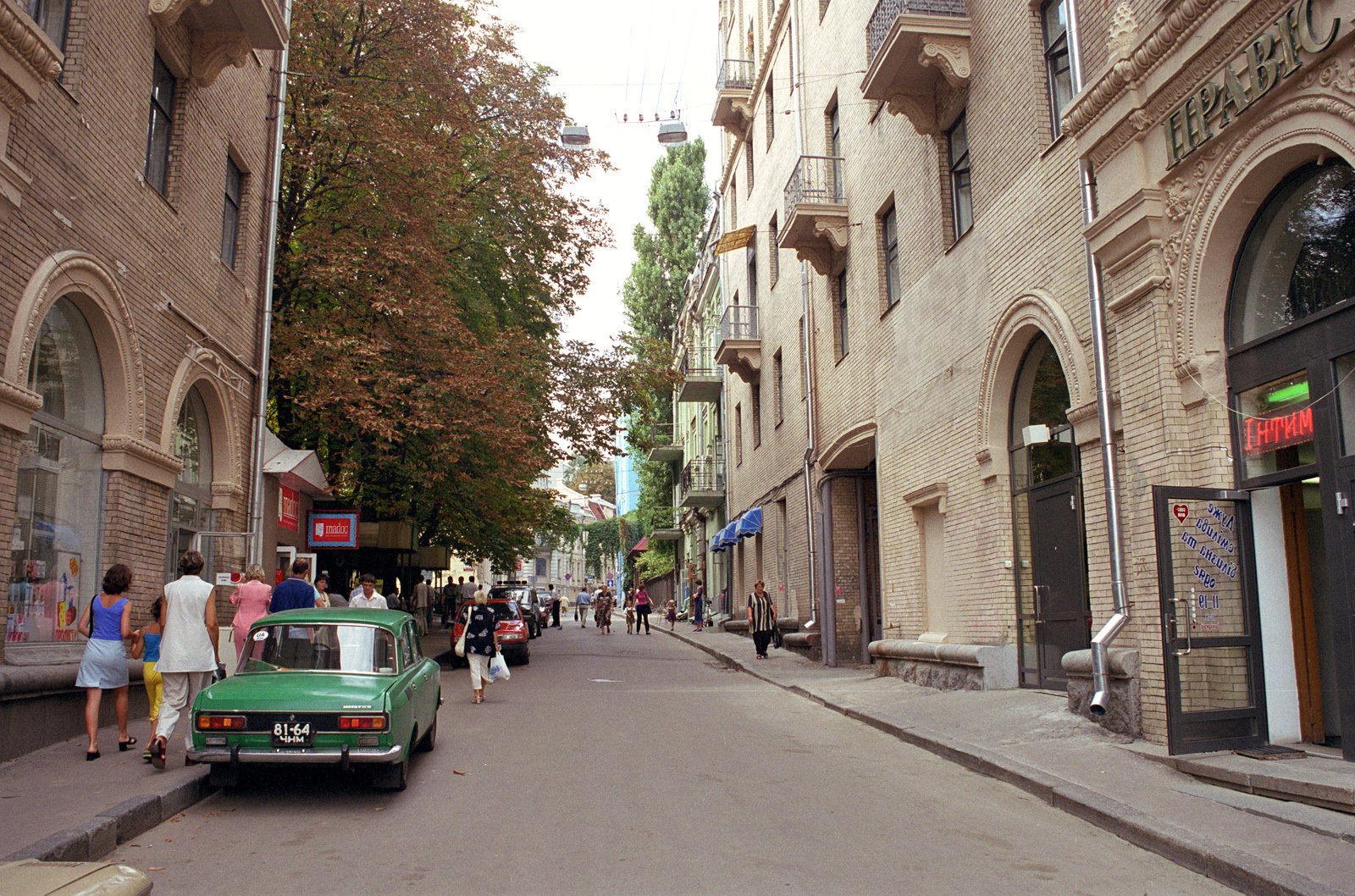
Переулок Тараса Шевченко

Переулок Тараса Шевченко — переулок в Шевченковском районе Киева. Пролегает от Площади Независимости до Михайловского переулка.
К переулку примыкает улица Малоподвальная.
Впервые упомянут как улица Козьеболотная в 1834 году (от местности Козье болото, где проходила улица). Со временем существовал также под названиями улица (переулок) Козьеболотская, улица Козье Болото. В 1894 по просьбе жителей улицы и по представлению Киевского губернатора она была переименована в переулок Крещатицкий. Современное название — с 1925 года (повторное решение о переименовании — 1954 года).
В переулке под № 8-а расположен (в бывшем здании Житницких) Литературно-мемориальный дом-музей Тараса Шевченко. Здесь Т. Шевченко проживал с весны 1846 до своего ареста — 5 апреля 1847 года.

## Памятники архитектуры
- № 4 (доходный дом;1898);
- № 8а (здание Житницких, где проживал Т.Шевченко; 1835).

дома № 5, 7/1, 8, 9/2, 13, 15, 16, 18/19 возведены во 2-й половине 19 — начале ХХ ст.

### Внешние ссылки
- Переулок Тараса Шевченко на сервисе Яндекс.Панорамы.